# Nederlandse Moslim Omroep
De Nederlandse Moslim Omroep (NMO) was een Nederlandse publieke omroep op islamitische grondslag.
De NMO was een zogenaamde 2.42-omroep (voorheen 39f-omroep) en maakte sinds 1993 programma's zowel voor moslims als over moslims. De NMO was een werkstichting van de Nederlandse Moslimraad (NMR). De omroep is echter in maart 2010 failliet verklaard. Dit nadat in 2007 de directeur al was ontslagen op verdenking van fraude.

## Televisie
De NMO zond voornamelijk uit op Nederland 2 en af en toe ook op Z@PP. De NMO beschikte over 26 uren televisie per jaar. Enkele programma's waren:
- InFocus, programma met achtergronden bij het nieuws.
- Meetingpoint, maandelijks discussieprogramma met jongeren, gepresenteerd door Abdellah Dami.
- De heilige koran, hierin werd uit de Koran gereciteerd.

## Radio
De NMO zond voornamelijk uit op Radio 5 en beschikte over 98 uur radio per jaar. Enkele programma's waren:
- Verkenningen, een programma met lange reportages
- WATNOU..!?, een programma met muziek en cultuur voor jongeren gepresenteerd door Abdellah Dami

## Koers
Nadat Abdulwahid van Bommel in 1996 op non-actief gesteld was, werd Frank William van 1997 tot 2007 directeur van de NMO. Hij werd beschouwd als een uitgesproken liberale moslim en de programma's van de NMO zouden daarvan een weerslag zijn. Opiniemakers als Ayaan Hirsi Ali en Theo van Gogh werden in NMO-programma's in de gelegenheid gesteld om hun kritiek op de islam te uiten. De positie van de NMO werd daarom door conservatieve moslims regelmatig ter discussie gesteld en onder degenen die in de nasleep van de moord op Theo van Gogh doodsbedreigingen ontvingen, was ook Frank William. William verklaarde in november 2004 dat degene die hem telefonisch bedreigde de liberale koers van de NMO hekelde.
Bij de behandeling van de mediabegroting 2005 stelde de VVD voor om de zendmachtiging van de NMO af te nemen omdat de omroep niet representatief zou zijn voor de Nederlandse moslimgemeenschap. Uiteindelijk heeft dit ertoe geleid dat de NMO vanaf september 2005 de voor het islamitische publiek beschikbare zendtijd moest gaan delen met de nieuwe Nederlandse Islamitische Omroep (NIO). Maar nadat door gerechtelijke uitspraken duidelijk werd dat het niet mogelijk was om zendtijd voor één stroming aan meerdere partijen toe te wijzen, werd in september 2007 het samenwerkingsverband Stichting Verzorging Islamitische Zendtijd (SVIZ) opgericht om de zendtijd in twee gelijke delen te verdelen tussen NMO en NIO. Frank William moest in juli 2007 onder druk van zijn tegenstanders als directeur opstappen. 
In november 2009 werd hij opgepakt op verdenking van misbruik van omroepgeld bij de Nederlandse Moslim Omroep. De omvang van de fraude was volgens het Openbaar Ministerie meer dan 600.000 euro. William wordt verdacht van valsheid in geschrifte. Daarnaast wordt hij verdacht van oplichten van de Belastingdienst en aannemen van steekpenningen. In 2015 liet het openbaar ministerie weten dat volgens haar onderzoek William samen met een filmmaker tussen 2004 en 2008 veel meer subsidie hadden aangevraagd voor hun filmproducties dan nodig was. Ze heeft daarop beiden aangeklaagd.
In 2015 volgde de uitspraak: 250 uur taakstraf voor William, de filmmaker moet 150.000 euro terugbetalen en kreeg een boete van 50.000 euro. In mei 2025 publiceerde de NTR een negendelige podcast Onaantastbaar over de misstanden bij de NMO.

## Opgeheven
Op 6 oktober 2009 hieven de Nederlandse Moslim Omroep en de Nederlandse Islamitische Omroep zichzelf op. In maart 2010 werd de omroep failliet verklaard. De Nederlandse Moslim Omroep is de eerste publieke omroep die failliet is gegaan.
De vrijgekomen zendtijd is vervolgens ingevuld geweest door bestaande publieke omroepen. Per 31 augustus 2013 is de zendtijd gegeven aan de Moslimomroep voor de duur van twee jaar.